# Hassan Yazdani

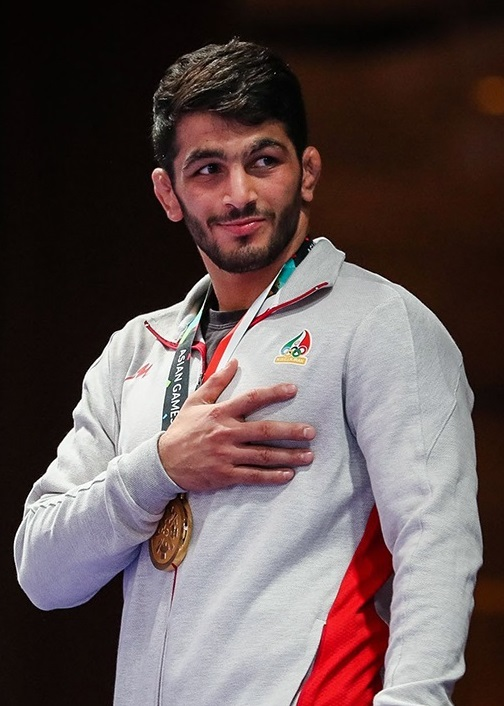
Hassan Yazdani 2018

Hassan Yazdanicharati (* 28. Dezember 1994 in Lapua Sahra, Chapkarud Rural District, Dschuybār) ist ein iranischer Ringer. Er wurde 2016 Olympiasieger in der Gewichtsklasse bis 74 kg und 2017, 2019 und 2021 Weltmeister in der Gewichtsklasse bis 86 kg Körpergewicht, jeweils im freien Stil.

## Werdegang
Hassan Yazdanicharati kam als Jugendlicher 2006 zum Ringen. Er konzentriert sich dabei auf den freien Stil. Trainiert wurde bzw. wird er von Hossein Naghibi, Mahmoud Esmaeilpour und Mohammad Talaei. Bereits als Junior zählte er zur iranischen Elite und kam 2011 bei der Asienmeisterschaft der Junioren (Altersgruppe Cadets) erstmals bei einer internationalen Meisterschaft zum Einsatz. Er wog damals knapp unter 50 kg und startete deshalb in der Gewichtsklasse bis 50 kg. Er erreichte dabei den 3. Platz und gewann seine erste Medaille. Wenige Wochen später startete er auch bei der Junioren-Weltmeisterschaft (Cadets) in Szombathely in der gleichen Gewichtsklasse und erreichte den Endkampf, in dem er allerdings gegen Gadschimurad Raschidow aus Russland verlor.
Danach kam er erst nach einer längeren Pause wieder bei einer internationalen Meisterschaft, der Asienmeisterschaft der Junioren in Ulan-Baatar, zum Einsatz. Er gewann dort gleich den Titel in der Gewichtsklasse bis 66 kg. Im gleichen Jahr wurde er in Zagreb auch Junioren-Weltmeister in der gleichen Gewichtsklasse vor dem US-Amerikaner Aaron Pico und Daichi Takatani aus Japan.
2015 bewährte sich Hassan Yazdanicharati bei mehreren großen internationalen Turnieren, bei denen er entweder gewann oder den 2. Platz belegte. Er wurde daraufhin bei der Weltmeisterschaft 2015 in Las Vegas in der Gewichtsklasse bis 70 kg eingesetzt. Er rechtfertigte das in ihn gesetzte Vertrauen mit Siegen über Jung Young-ho, Südkorea, Miroslaw Kirow, Bulgarien, Dawit Tlachadse, Georgien und James Green aus den Vereinigten Staaten. Im Endkampf um den Weltmeistertitel musste er sich allerdings dem Russen Magomedrasul Gasimagomedow geschlagen geben, er wurde somit Vize-Weltmeister.
2016 qualifizierte er sich auch für einen Start bei den Olympischen Spielen in Rio de Janeiro in der Gewichtsklasse bis 74 kg. Nach Siegen über Asnage Castelly aus Haiti, Soner Demirtaş, Türkei und Galimchan Usserbajew, Kasachstan stand er im Finale um die Goldmedaille dem Russen Aniuar Gedujew, der vorher den hohen Favoriten Jordan Burroughs aus den Vereinigten Staaten ausgeschaltet hatte, gegenüber. In einem hochdramatischen Kampf, der wegen einer klaffenden Augenbrauenverletzung von Aniuar Gedujew mehrmals unterbrochen werden musste, stand es bis wenige Sekunden vor dem Ablauf der Kampfzeit 6:4 für Gedujew. In buchstäblich letzter Sekunde gelang Hassan Yazdanicharati jedoch noch eine Zweier-Wertung zum Punktegleichstand von 6:6. Da er die letzte Wertung erzielt hatte, wurde er gemäß dem geltenden Reglement Sieger dieses Kampfes und damit Goldmedaillengewinner.
2017 wechselte er in die Gewichtsklasse bis 86 kg. Am 16./17. Februar 2017 stand er beim Mannschafts-Welt-Cup in Kermandshah in der iranischen Mannschaft. In den Vorrundenkämpfen besiegte er Serdar Böke aus der Türkei und Unurbat Purejav aus der Mongolei. Im Endkampf, den der Iran mit 5:3 über die Vereinigten Staaten gewann, musste er gegen David Taylor in 5:05 Minuten eine überraschende Schulterniederlage hinnehmen. Es sollte seine einzige Niederlage 2017 bleiben.
Im Mai 2017 siegte er bei den Islamischen Solidaritäts-Spielen in Baku vor dem Vize-Weltmeister Selim Yaşar aus der Türkei und Scharif Scharifow aus Aserbaidschan und im Juli 2017 wurde er auch iranischer Meister vor Alireza Karimimachiani. Bei der Weltmeisterschaft in Paris zeigte er dann eine phantastische Leistung. Er gewann vier seiner fünf Kämpfe wegen technischer Überlegenheit (wenigstens 10 Punkte Vorsprung) vorzeitig. Lediglich der Russe Wladislaw Waliew konnte im Halbfinale seine Niederlage gegen ihn mit 0:4 Punkten einigermaßen in Grenzen halten. Der Weltmeistertitel war der Lohn für Hassan Yazdanicharatis überragende Leistung.
Im März 2018 wurde Hassan Yazdani in Bischkek Asienmeister und im August 2018 in Jakarta auch Sieger bei den Asienspielen, jeweils in der Gewichtsklasse bis 86 kg Körpergewicht. Bei der Weltmeisterschaft 2018 in Budapest konnte er seine Siegesserie aber nicht fortsetzen. Er verlor bei dieser Meisterschaft bereits in der Qualifikation gegen den bisher bei internationalen Meisterschaften kaum in Erscheinung getretenen US-Amerikaner David Morris Taylor nach Punkten. Da Taylor das Finale erreichte, konnte Yazdani in der Trostrunde weiterringen, wo er sich mit Siegen über Hadschi Rajbau, Belarus, Yurieski Torreblanca Queralta, Kuba und Dauren Kurugliew, Russland noch eine Bronzemedaille sicherte.
Bei den 2021 ausgetragenen Olympischen Spielen in Tokio gewann er die Silbermedaille in der Klasse bis 86 kg. Hassan Yazdani hat bei der Weltmeisterschaft in Oslo im Dezember 2021 einen Sieg über seinen amerikanischen Gegner David Morris Taylor errungen und damit die Goldmedaille erlangt. Bei den Weltmeisterschaften 2022 und 2023 holte er jeweils die Silbermedaille.
Bei den Olympischen Spielen 2024 in Paris gewann er ebenfalls die Silbermedaille.

## Internationale Erfolge
| Jahr | Platz  | Wettbewerb                                               | Gewichtsklasse | Ergebnisse |
| 2011 | 3.     | Asiatische Juniorenmeisterschaft (Cadets)                | bis 50 kg      | hinter Thakur Devi Singh, Indien und Unurbat Byambatsogt, Mongolei |
| 2011 | 2.     | Junioren-WM (Cadets) in Szombathely                      | bis 50 kg      | nach Siegen über Bence Balatoni, Ungarn, Narek Babajan, Armenien und Rinya Nakamura, Japan und einer Niederlage gegen Gadschimurad Raschidow, Russland                              |
| 2014 | 1.     | Asiatische Juniorenmeisterschaft (Juniors) in Ulan-Bator | bis 66 kg      | vor Yuhi Fujinami, Japan, Turbold Ganbold, Mongolei und Ilijas Schumaj, Kasachstan                                                                                                  |
| 2014 | 1.     | Junioren-WM (Juniors) in Zagreb                          | bis 66 kg      | vor Aaron Pico, USA, Daichi Takatani, Japan und Rasul Arslanaliew, Russland |
| 2015 | 1.     | Großer Preis von Paris                                   | bis 70 kg      | vor Magomedrasul Gadschiew, Polen, Adam Hall, USA und Ruslan Dibirgadschiew, Aserbaidschan                                                                                          |
| 2015 | 1.     | "Takhti"-Cup in Kermandshah                              | bis 70 kg      | vor Iman Rahmanizadeh, Abbas Yazdani und Masoud Kamarvand, alle Iran |
| 2015 | 1.     | Welt-Cup in Los Angeles                                  | bis 70 kg      | vor Nicholas Marable, USA, Ruslan Dibirgadschiew und Israil Kasumow, Russland |
| 2015 | 2.     | WM in Las Vegas                                          | bis 70 kg      | nach Siegen über Jung Young-ho, Südkorea, Miroslaw Kirow, Bulgarien, Dawit Tlachadse, Georgien und James Green, USA und einer Niederlage gegen Magomedrasul Gasimagomedow, Russland |
| 2016 | 2.     | Großer Preis von Paris                                   | bis 74 kg      | hinter Ali Schabanau, Belarus, vor Mihaly Nagy, Ungarn und Chris Michael Perry, USA                                                                                                 |
| 2016 | 2.     | "Alexander-Medwed"-Preis in Minsk                        | bis 74 kg      | hinter Chetik Zabolow, Russland, vor Raschid Kurbanow, Usbekistan und Soner Demirtaş, Türkei                                                                                        |
| 2016 | Gold   | OS in Rio de Janeiro                                     | bis 74 kg      | nach Siegen über Asnage Castelly, Haiti, Soner Demirtaş, Galimchan Usserbajew, Kasachstan und Aniuar Gedujew, Russland                                                              |
| 2017 | 1.     | Islamische Solidaritäts-Spiele in Baku                   | bis 86 kg      | vor Selim Yaşar, Türkei, Scharif Scharifow, Aserbaidschan und Adilet Dawlumbajew, Kasachstan                                                                                        |
| 2017 | 1.     | WM in Paris                                              | bis 86 kg      | nach Siegen über Asamat Dauletbekow, Kasachstan, Piotr Ianulow, Moldawien, Alexander Gostiew, Aserbaidschan, Wladislaw Waliew, Russland und Boris Makojew, Slowakei                 |
| 2018 | 1.     | Asienmeisterschaft in Bischkek                           | bis 86 kg      | vor Uitumen Orgodol, Mongolei, Asamat Dauletbekow, Kasachstan und Bi Shengfeng, China                                                                                               |
| 2018 | 1.     | Asienspiele in Jakarta                                   | bis 86 kg      | vor Domenic Michael Abou Nader, Libanon, Adilet Dawlumbajew, Kasachstan und Uitumen Orgodol                                                                                         |
| 2018 | 3.     | WM in Budapest                                           | bis 86 kg      | nach einer Niederlage gegen David Morris Taylor, USA und Siegen über Hadschi Rajabau, Belarus, Yurieski Torreblanca Queralta, Kuba und Dauren Kurugliew, Russland                   |
| 2019 | 1.     | WM in Nur-Sultan                                         | bis 86 kg      | nach Siegen über Jaime Espinal, Puerto Rico, István Veréb, Ungarn, Artur Naifonow, Russland, Myles Amine, San Marino und Deepak Punia, Indien                                       |
| 2021 | 1.     | WM in Oslo                                               | bis 86 kg      | nach Siegen über David Morris Taylor aus USA.Er ist jetzt der Wrestling-Weltmeister.(86 kg)                                                                                         |
| 2021 | Silber | OS in Tokio                                              | bis 86 kg      | |
| 2022 | 2.     | WM in Belgrad                                            | bis 86 kg      | |
| 2023 | 2.     | WM in Belgrad                                            | bis 86 kg      | |
| 2024 | Silber | OS in Paris                                              | bis 86 kg      | |

Erläuterungen
- alle Wettbewerbe im freien Stil
- OS = Olympische Spiele, WM = Weltmeisterschaften